# Frederick Sturckow
Frederick Wilford 'Rick' Sturckow (La Mesa, 11 de agosto de 1961) é um astronauta norte-americano veterano de quatro missões do ônibus espacial.
Formado em engenharia mecânica em 1984, entrou no mesmo ano para o Marine Corps, onde se graduou com honras como piloto em 1987, entrando para o serviço ativo em lugares distantes como a Coreia do Sul, Japão, Filipinas e Barém.
Em 1990, o ex-Top Gun californiano Sturckow participou de 41 missões de combate durante a Operação Tempestade no Deserto contra o Iraque e após a guerra atuou como instrutor de voo e piloto de teste do novo caça F-18 nos Estados Unidos.

## NASA

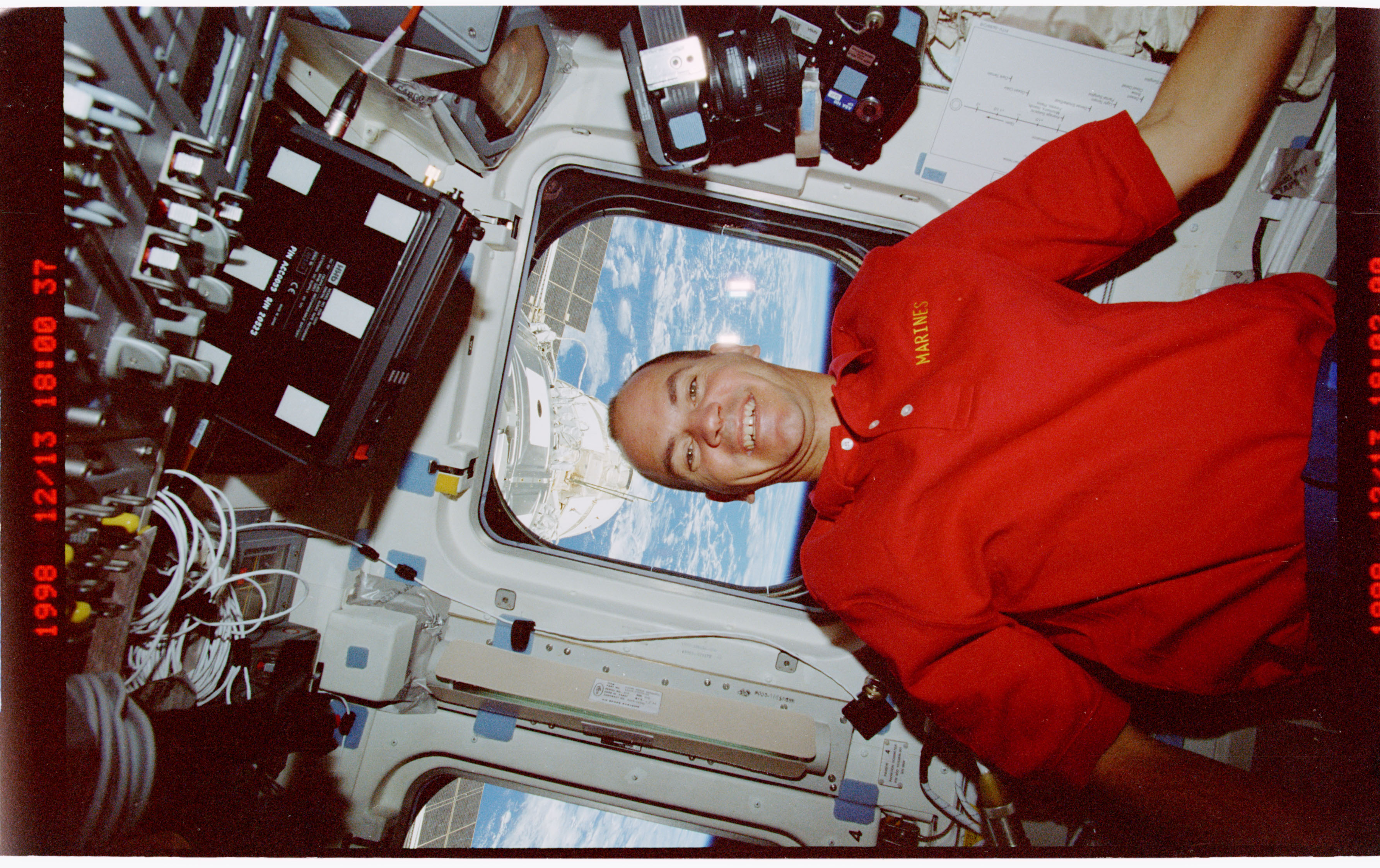
O piloto da STS-88, Rick Sturckow, posa para uma foto no convés de voo traseiro com a chaminé da Estação Espacial Internacional (ISS) refletida nas janelas superiores.

Sturckow entrou para a NASA em dezembro de 1994, cumprindo o período de treinamento e avaliação para astronautas no Centro Espacial Lyndon B. Johnson, em Houston. Em 1998 subiu ao espaço pela primeira vez como piloto da nave Endeavour na primeira missão do ônibus espacial destinada a começar a construção da Estação Espacial Internacional.
Suas duas missões orbitais seguintes se deram no século XXI, como piloto da missão STS-105 da nave Discovery em 2001 e depois como comandante da STS-117 da nave Atlantis, que, sendo lançada em 8 de junho de 2007, realizou a instalação de painéis solares na ISS e teve a duração de treze dias.
Sua última missão foi como comandante da STS-128 Discovery, missão de treze dias à ISS lançada de Cabo Canaveral em 29 de agosto de 2009, que transportou para a estação o Módulo de Logística Multifuncional Leonardo, aparelhando-a para as futuras tripulações de seis integrantes.

## Depois da NASA
No dia 8 de maio de 2013, a Virgin Galactic anunciou que haviam contratado Sturckow para testar a SpaceShipTwo e White Knight Two, enquanto a empresa se prepara para iniciar as operações comerciais. No dia 13 de dezembro de 2018, ele atingiu o espaço com a VSS Unity, de acordo com a definição estadunidense de fronteira entre a Terra e o espaço.